# I'm in the Wrong Business
I'm in the Wrong Business — студійний альбом блюзового музиканта А. К. Ріда, випущений у 1987 році лейблом Alligator. У записі взяли участь запрошені артисти Бонні Рейтт, Стіві Рей Вон та ін.

## Опис
Другий альбом ветерана блюзового саксофона А. К. Ріда (Аарон Кортен) вийшов на лейблі Alligator, коли йому був уже 61 рік. Типовий соул-блюз 1980-х з невдалим звучанням барабанів. Все інше звучить дуже добре, а пісні прекрасні. У заголовній «I'm in the Wrong Business», яка побудована на басовому ходу з «Inner City Blues» Марвіна Гея, Рід співає, що він займається маячнею усе своє життя («що треба було танцювати як Майкл Джексон з 5 років і співати кантрі як Джонні Пейчек»). У записі взяв увасть гурт Ріда, також були запрошені відомі артисти Бонні Рейтт (грає на «This Little Voice» і «She's Fine»), Стіві Рей Вон (гітара «I Can't Go on This Way», «These Blues Is Killing Me» і «Miami Strut»), басист Фредді Діксон (син відомого Віллі Діксона) та ін. Усі пісні для альбому були написані Рідом, також він виступив і як продюсер.
У 1987 році альбом також вийшов і у Великій Британії на лейблі Sonet. Перевиданий на CD з трьома додатковими композиціями, які раніше виходили на Living Chicago Blues - Volume 4.

## Список композицій
1. «I'm in the Wrong Business» (А. К. Рід) — 4:28
2. «I Can't Go on This Way» (А. К. Рід) — 4:00
3. «Fast Food Annie» (А. К. Рід) — 4:29
4. «This Little Voice» (А. К. Рід) — 4:16
5. «My Buddy Buddy Friends» (А. К. Рід) — 3:12
6. «She's Fine» (А. К. Рід) — 4:26
7. «These Blues Is Killing Me» (А. К. Рід) — 3:05
8. «Miami Strut» (А. К. Рід) — 2:55
9. «The Things I Want You to Do» (А. К. Рід) — 3:24
10. «Don't Drive Drunk» (А. К. Рід) — 4:30

## Учасники запису
- А. К. Рід — тенор-саксофон, вокал
- Моріс Джон Вон — гітара, бек-вокал
- Дуглас Вотсон, Нейт Епплвайт — бас-гітара
- Кейсі Джонс — ударні, бек-вокал
- Міранда Луїза, Вікі Гарді — бек-вокал

Запрошені артисти
- Стіві Рей Вон — гітара (2, 7)
- Бонні Рейтт — гітара, бек-вокал (4, 6)
- Стів Діцтелль — гітара, соло (10)
- Марвін Джексон — ритм-гітара (2, 7, 8)
- Джиммі Маркгем — губна гармоніка (4)
- Фредді Діксон — бас-гітара (2, 7, 8)
- Джонні Б. Гейден — бас-гітара (4, 6)

Технічний персонал
- А. К. Рід — продюсер, автор пісень
- Брюс Іглауер — продюсер [пост-продакшн]
- Джастін Ньюбенк, Стів Фріск — звукоінженер [додатковий запис і мікшування]
- Том Койн — мастеринг
- Стен Джонс — менеджмент
- Пітер Амфт — дизайн [концепт обкладинки], фотографія
- Дент Кенінг — текст